# Åsbosjön
Åsbosjön är en sjö i Nora kommun i Västmanland och ingår i Norrströms huvudavrinningsområde. Sjön är 5,6 meter djup, har en yta på 1,03 kvadratkilometer och befinner sig 100 meter över havet. Sjön avvattnas av vattendraget Hagbyån.

## Delavrinningsområde
Åsbosjön ingår i det delavrinningsområde (659980-145440) som SMHI kallar för Utloppet av Åsbosjön. Medelhöjden är 141 meter över havet och ytan är 9,52 kvadratkilometer. Räknas de 14 avrinningsområdena uppströms in blir den ackumulerade arean 298,99 kvadratkilometer. Hagbyån som avvattnar avrinningsområdet har biflödesordning 4, vilket innebär att vattnet flödar genom totalt 4 vattendrag innan det når havet efter 225 kilometer. Avrinningsområdet består mestadels av skog (54 procent) och jordbruk (17 procent). Avrinningsområdet har 1,03 kvadratkilometer vattenytor vilket ger det en sjöprocent på 10,8 procent. Bebyggelsen i området täcker en yta av 0,75 kvadratkilometer eller 8 procent av avrinningsområdet.